# Invasió israeliana de la Franja de Gaza de 2023
La invasió israeliana de la Franja de Gaza de 2023 és una incursió terrestre, a gran escala, dins de la Franja de Gaza duta a terme per les Forces de Defensa d'Israel (FDI) durant la Guerra entre Israel i Gaza de 2023 com inici de l'Operació Espases de Ferro la tarda del 27 d'octubre de 2023 després de l'Atac de Hamàs a Israel de 2023 per part de Hamàs que va acabar amb la vida d'unes 1.200 israelians entre civils i militars i el segrest d'unes 200 més, que foren dutes a Gaza. L'objectiu de la invasió va ser atacar els militants les diferents organitzacions jihadistes que van participar en l'atac, i localitzar i rescatar ostatges israelians.

## Antecedents
Després que els militants de Hamàs aconseguissin fer el 7 d'octubre de 2023, Israel va declarar la guerra a Hamàs. Israel es va moure per mobilitzar 300.000 reservistes i va començar a moure armament pesat a prop de la frontera amb la Franja de Gaza després. Aquest armament incloïa vehicles blindats de transport de personal Namer i tancs Merkava.
Abans de les incursions, Israel havia demanat que els més d'un milió de persones que vivien a la meitat nord de la Franja de Gaza s'evacuessin durant una finestra de 24 hores, mentre que Hamàs va ordenar als residents que es quedessin. Les FDI havien instat al voltant d'1,1 milions de civils a abandonar el nord de Gaza perquè no resultessin ferits o atrapats en el foc creuat. No obstant això, els grups d'ajuda humanitària van afirmar que la finestra de temps era massa curta per evacuar un milió de persones, i la manca d'electricitat a Gaza va dificultar la capacitat de les comunicacions sobre l'evacuació per arribar als habitants de Gaza. Israel va llançar fulletons a la ciutat de Gaza que contenien l'ordre d'evacuació, a més de comunicacions electròniques.
El 21 d'octubre de 2023, l'exèrcit israelià va deixar caure més fulletons a Gaza amb el missatge: "Avís urgent! Als residents de Gaza: la vostra presència al nord del Bessor està posant en perill les vostres vides. Qualsevol que decideixi no evacuar el nord de la Franja de Gaza cap al sud de la Franja de Gaza es pot identificar com a col·laborador d'una organització terrorista".

### Incursions a la Franja de Gaza
El 13 d'octubre de 2023, les Forces de Defensa israelianes van enviar vehicles blindats i infanteria a la Franja de Gaza, afirmant que els seus objectius eren atacar els militants de Hamàs i rescatar ostatges que havien estat segrestats a Gaza per Hamàs. L'operació, segons els funcionaris israelians, no formava part de la invasió terrestre, sinó més aviat una incursió en què les tropes només van entrar momentàniament. Les FDI van confirmar el mateix dia que algun cos van ser localitzades i recuperades a la Franja de Gaza.
Una altra incursió, encapçalada per la Brigada Guivati i la 162a Divisió Cuirassada, va tenir lloc entre el 25 i el 26 d'octubre, incloent tancs i bulldozers blindats Caterpillar D9 de les FDI. Una incursió de seguiment va tenir lloc la nit següent al barri de Shuja'iyya de la ciutat de Gaza.

## Esdeveniments
El 27 d'octubre, els serveis d'Internet i de telefonia mòbil a Gaza es van tallar gairebé completament quan Israel va intensificar la seva campanya de bombardejos. Després d'això, les FDI van llançar una incursió terrestre a gran escala a la Franja de Gaza. Es van informar d'enfrontaments entre Hamàs i les FDI prop de les ciutats de Beit Hanoun i Bureij.
El 30 d'octubre, les FDI van bloquejar la carretera Salah al-Din, que és una via important que connecta les parts del nord i el sud de la Franja de Gaza. A més, d'imatges que corroborarien que tancs israelians es trobaven al barri de Zeitoun a la ciutat de Gaza. Es van produir forts combats entre les FDI i les brigades d'Al-Qassam al costat de les Brigades de Resistència Nacional del FDLP al nord-oest de Gaza.
El 31 d'octubre, les FDI van bombardejar el densament poblat camp de refugiats de Jabalia, matant almenys 50 palestins i ferint-ne almenys 150; segons Israel, un alt comandant de Hamàs i desenes de militants estaven entre els morts. Hamàs va negar la presència d'un comandant superior. Els testimonis oculars entrevistats per CNN i Der Spiegel van parlar d'escenes "apocalíptiques", amb desenes d'edificis esfondrats, nens que porten altres nens ferits i cossos estirats entre les runes. El director quirúrgic de l'hospital indonesi proper va dir que havien rebut 120 cadàvers i tractat 280 ferits, la majoria dones i nens. L'atac va ser immediatament condemnat pels ministeris d'Afers Exteriors egipci, saudita, jordà i qatari. Bolívia va trencar les relacions diplomàtiques amb Israel mentre Colòmbia, Xile i Jordània van revocar els seus ambaixadors. Josep Borrell, alt representant de la Unió Europea per a Afers Exteriors i Política de Seguretat, va escriure a X: "Estic consternat per l'elevat nombre de víctimes després del bombardeig per part d'Israel del camp de refugiats de Jabalia".
L'1 de novembre, el camp de refugiats de Jabalia va ser bombardejat per segona vegada. L'Oficina de Drets Humans de l'ONU va expressar "gran preocupació" perquè es tractés d'"atacs desproporcionats que podrien suposar crims de guerra".
El 2 de novembre, les FDI van acabar de rodejar completament la ciutat de Gaza, i va començar un setge.
El 5 de novembre, les FDI van informar de la mort de 29 soldats i un ferit greument durant els combats a la Franja de Gaza.
El 7 de novembre, les informacions sobre la presència de l'Exèrcit d'Israel al centre de la ciutat de Gaza eren contradictòries. Mentre les FDI ho afirmaven, Hamàs ho desmentia dient que no hi havia avenços significatius en l'ofensiva. El mateix dia, la Creu Roja va afirmar que les tropes israelianes van atac un comboi seu que transportava material a l'hospital Al-Shifa.

## Estratègia israeliana

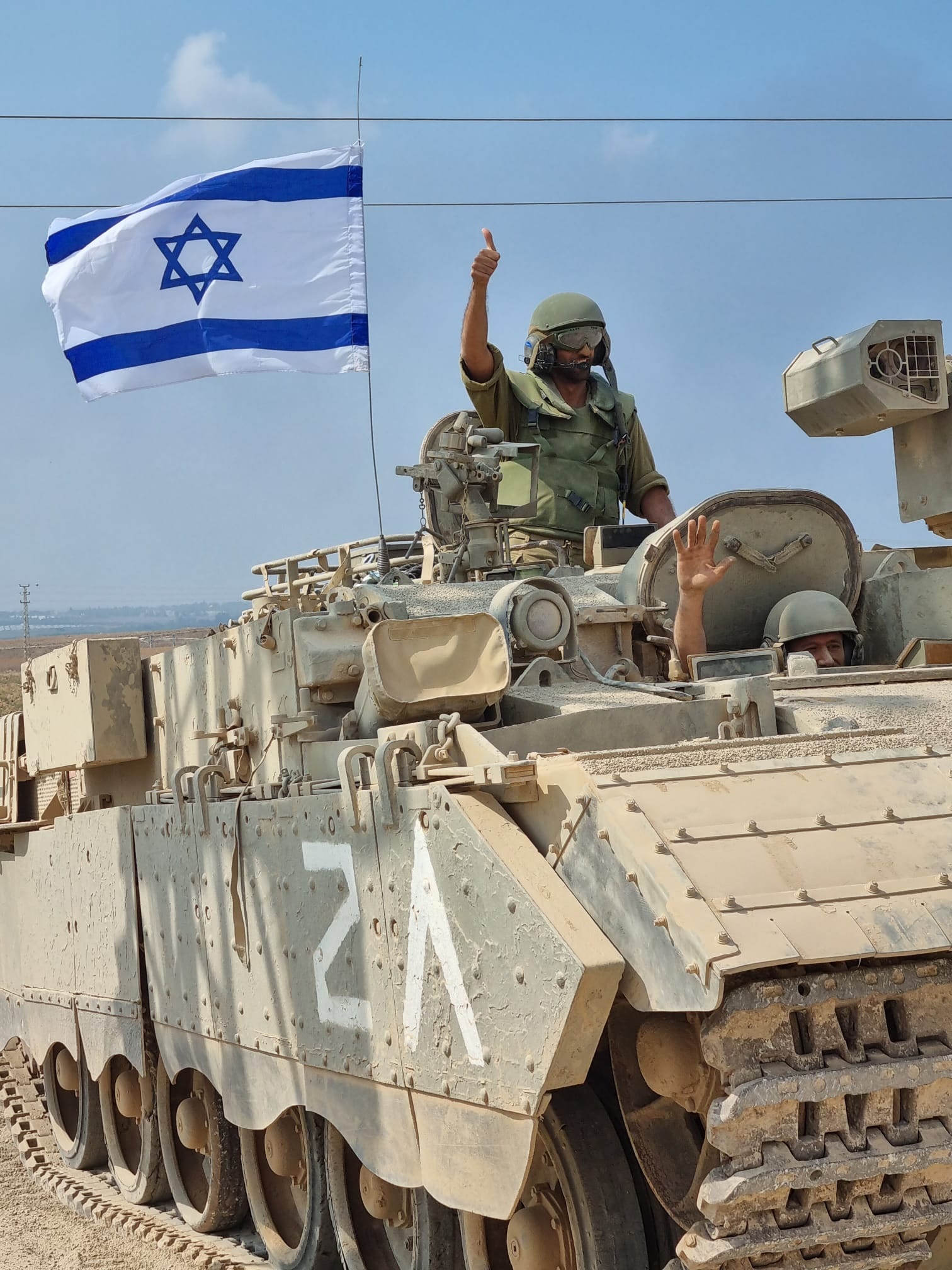
Militar de les FDI abans d'entrar en combat a la Franja de Gaza

El 30 d'octubre, tot i que el govern israelià no van parlat encara de invasió, mitjans com el New York Times va afirmar que "l'exèrcit israelià sembla haver començat una invasió de la Franja de Gaza". Per la seva banda, els mitjans de conubicació de parla catalana també feien referències al terme invasió.
Els Estats Units han instat Israel a evitar una invasió a gran escala i, en canvi, a dur a terme operacions "quirúrgiques" per evitar víctimes i una escalada regional. Fonts militars israelianes diuen que hi ha més de 20.000 forces de les FDI a Gaza el 31 d'octubre.
El 29 d'octubre, el ministre de Defensa israelià Yoav Gallant va dir que esperava que la "segona etapa de la guerra" durés "mesos". S'espera que les següents fases siguin l'eliminació de petits grups de resistència i, finalment, la retirada de Gaza.
En agost de 2024 es considerava que vuit dels vint-i-quatre batallons de Hamàs encara podien combatre i de dur a terme missions contra les Forces de Defensa d'Israel (FDI), uns altres tretze batallons estaven degradats i parcialment operatius, i només tres són totalment ineficaços en el combat. Set dels batallons s'havien pogut reconstituir almenys una vegada després de ser destruïts al principi de la guerra fusionant unitats severament degradades en forces noves i eficaces en el combat, o reclutant nous combatents.

## Conseqüències
Hamàs utilitza extensivament la població civil com escuts humans. El Ministeri de Salut de Palestina a Gaza comptabilitzava fins al 29 de novembre que a la Franja de Gaza més de 103.600 ferits i 43.800 morts, entre ells Mohammed Deif, el cap militar de Hamàs i Rafa Salama, el comandant de la brigada de Khan Yunis, Walid al Susi, el cap de l'aparell de seguretat de Hamàs per al sud de Gaza i Yahya Sinwar, el cervell de l'Operació Inundació d'Al-Aqsa, que dirigia Hamas a Gaza des de 2017 i va agafar les regnes del conjunt de l'organització substituint Ismail Haniyeh quan va morir el 31 de juliol en un atac a Teheran atribuït a Israel

## Reaccions
El 29 d'octubre, Tedros Adhanom Ghebreyesus, el cap de l'Organització Mundial de la Salut, va descriure com a "profundament preocupants" els informes de la Mitja Lluna Roja Palestina que l'hospital al-Quds havia rebut un avís d'evacuació urgent juntament amb un avís que "anava a ser bombardejat". Va reiterar que era "impossible evacuar hospitals plens de pacients sense posar en perill les seves vides". Els atacs aeris israelians van apuntar a l'àrea al voltant de l'hospital, omplint parts de l'edifici de fum i pols. Es calcula que uns 14.000 civils estaven refugiats dins o prop de l'hospital. Associated Press va informar que els atacs aeris israelians també van destruir les carreteres que conduïen a l'hospital d'Al-Shifa, fent més difícil l'arribada.
El president Biden va trucar al primer ministre Netanyahu demanant que tinguessin precaució a l'hora de distingir entre civils i militants de Hamàs, així com l'expressa necessitat d'aturar la violència dels colons jueus extremistes a Cisjordània. Un fiscal de la Cort Penal Internacional que va visitar el pas de Rafah va anunciar que el tribunal tenia "investigacions actives en curs en relació amb els crims suposadament comesos a Israel" el 7 d'octubre, així com a Gaza i Cisjordània des del 2014.
El Fòrum dels Ostatges i les famílies desaparegudes, un grup israelià que representa les famílies dels presos com a ostatges a Gaza, va dir que donava suport a l'alliberament general de tots els presoners palestins a canvi del retorn de tots els ostatges israelians detinguts a Gaza. El líder de Hamàs a la Franja de Gaza, Yahya Sinwar, va dir que el grup estava disposat a alliberar tots els ostatges israelians a canvi de l'alliberament de tots els presoners palestins. El portaveu de les FDI va descartar l'informe com a "terror psicològic utilitzat cínicament per Hamàs per crear pressió".